# Dieter Kindlmann
Dieter Kindlmann (Sonthofen, 3 de junio de 1982) es un jugador profesional de tenis alemán. Alcanzó su mejor clasificación individual en el circuito de la ATP el 26 de julio de 2004, cuando se convirtió en el número 130 del mundo. Su mejor aparición en un Grand Slam fue en 2006 en el Abierto de Francia, donde perdió en segunda ronda.

## Títulos individuales
| Legend (Singles)       |
| Grand Slam (0)         |
| Tennis Masters Cup (0) |
| ATP Masters Series (0) |
| ATP Tour (0)           |
| Challengers (4)        |
| Futures (1)            |

| No. | Fecha | Torneo        | Superficie    | Oponente en la final    | Resultado      |
| 1.  | 2002  | Thessaloniki  | Dura          | Konstantinos Economidis | W/O            |
| 2.  | 2003  | Aschaffenburg | Tierra batida | Marcello Craca          | 6–3, 6–4       |
| 3.  | 2004  | Oberstaufen   | Tierra batida | Jean-René Lisnard       | 6–7, 6–2, 6–4  |
| 4.  | 2005  | Wolfsburg     | Carpeta       | Tobias Summerer         | 7–5, 4–1, RET. |
| 5.  | 2008  | New Delhi-IV  | Dura          | Joshua Goodall          | 7–6, 6–3       |

## Resultados en Grand Slam
| Torneo          | 2005 | 2006 | 2007 | 2008 | 2009 | 2010 | Torneos G-P | Partidos G-P |
| --------------- | ---- | ---- | ---- | ---- | ---- | ---- | ----------- | ------------ |
| Australian Open | 1r   | A    | Q    | A    | 1r   | 1r   | 0 / 3       | 0-3          |
| Roland Garros   | A    | 2r   | Q    | A    | Q    | 1r   | 0 / 2       | 1-2          |
| Wimbledon       | A    | A    | A    | A    | Q    | -    | 0 / 0       | 0-0          |
| US Open         | A    | A    | A    | A    | 1r   | -    | 0 / 1       | 0–1          |
| Grand Slam G-P  | 0-1  | 1-1  | 0-0  | 0-0  | 0-2  | 0-2  | 0 / 6       | 1-6          |

- A = No participó en el torneo.
- Q = Ronda clasificatoria.